# Swaróg
Swaróg – słowiański bóg ognia i kowalstwa, czasami, na podstawie odrzucanej współcześnie etymologii, interpretowany jako bóg nieba. Wymieniony jest tylko w jednym źródle, Powieści dorocznej, która jest problematyczna w interpretacji. Przedstawiany jest tam jako słowiański odpowiednik greckiego boga Hefajstosa. Znaczenie jego imienia związane jest z ogniem. Ojciec Dadźboga i Swarożyca.

## Etymologia
Teonim ten zachował się w kilku formach, w Powieści dorocznej jako Соварога, Sovaroga, Сварогъ, Svarogǔ, Сварогом, Svarogom, Сварога, Svaroga, a w Latopisie Sofijskim jako: Сварог, Svarog, Сварож, Svarož.
Etymologię ogniową jako jeden z pierwszych zaproponował słoweński językoznawca Franc Miklošič (1875), który tłumaczył teonim Swaróg jako składający się z członu swar ‘żar’, ‘światło’, oraz przyrostka -óg. Sam człon swar wywodził z wcześniejszego *sur ‘świecący’. Wspierana jest ona również przez współczesnych językoznawców i etymologów, jednak etymologia członu swar tłumaczona jest inaczej. Człon swar wywodzi się z prasłowiańskiego *sъvarъ, który składa się z przedrostka *sъ- znaczącego ‘dobry, własny’ i rdzenia *varъ ‘ogień, żar’, które jest kontynuowane np. staro-cerkiewno-słowiańskie варъ, varǔ ‘żar’, czy staroruskie варъ, varǔ ‘słoneczny upał, znój, żar’ (z praindoeuropejskiego *wār- ‘ciepło’). Człon ten został następnie rozszerzony o przyrostek *-ogъ, który nie pełni żadnej konkretnej funkcji. Rzeczownik pospolity *sъvarogъ ‘dobry, własny ogień, żar’ został następnie przeniesiony na nazwę boga z powodu jego funkcji boskiego kowala, boga władającego ogniem, pracującego z ogniem. Z tego samego członu wywodzą się także słowa związane z kowalstwem, np. staroruskie сварити, svariti ‘wykuwać coś w wysokiej temperaturze’, staropolskie zwarzyć ‘spawać, skuwać na gorąco dwa kawałki żelaza’, a także współczesne rosyjskie słowa, np. сварить, swarit' ‘stapiać’, ‘spawać’.
Część badaczy, np. Aleksander Brückner i Vatroslav Jagić sugerowała natomiast wywodzenie rdzenia imienia od słowa swar w znaczeniu ‘kłótnia, niezgoda’, lub czasownika swarzyć się ‘kłócić się’. Brückner tłumaczył ten teonim dosłownie jako ‘kłótnik’, co także miałoby kojarzyć się z ogniem. Taka etymologia jest jednak krytykowana.
W dawniejszej nauce dominował pogląd, o zapożyczeniu członu swar z któregoś z języków indoirańskich, np. ze sanskryckiego स्वर्, swar ‘blask’, ‘niebo’, ‘słońce’, jednak taka etymologia jest współcześnie odrzucana ze względu na trudności fonetyczne.

## Dziedzictwo
Po chrystianizacji Swaróg zachował się w toponimii i słownictwie. W Bułgarii są to miejscowości Сва́рог, Swarog, Сва́рошка бара, Swaroszka bara, w Czechach jest to góra Svaroh, oraz łużycka nazwa Zwarogk. Brückner dodawał tutaj także polską miejscowość Swarożyn na podstawie zapisu w łacinie niemieckiej Swarozino z 1205 r., jednak zapis ten brzmiał i Swarozina i pochodził z 1305 r., przez co należy go odczytać jako Swarocino, od nazwy osobowej Swarota, lub, jak wskazują inne zapisy, miejscowość nosiła nazwę Swaryszewo od nazwy osobowej Swarysz.
W rosyjskim dialekcie (nowogrodzkim) zachowało się przestarzałe słowo сва́рог, swarog oznaczające ‘ogień’ oraz ‘kowal’. Rumuńskie słowo sfarog oznaczające ‘coś spalonego, zwęglonego, wysuszonego; spaleniznę, susz’, zostało zapożyczone najprawdopodobniej z bliżej nieokreślonego języka południowosłowiańskiego, prawdopodobnie bułgarskiego, a źródłosłów rekonstruuje się jako *svarogъ.

## Swaróg-Swarożyc
W źródłach pojawia się także bóg o imieniu Swarożyc. Część badaczy sugerowała, że Swarożyc to w istocie ‘młody Swaróg’ lub zdrobnienie Swaroga. Jako argument za istnieniem tylko jednego boga ma przemawiać fakt, że w języku serbskim przyrostek -ić oznacza ‘młody’ lub ‘mały’ (np. Djurdjić to nie syn Djurdja, lecz mały Djurdjo). Brückner uważał także, że Litwini wołali swoich bogów pieszczotliwie, np. Perkune diewaite, czyli ‘bożycu Perkunie’, a nie ‘boże Perkunie’. Jednak z taką interpretacją nie zgadza się większość naukowców. Przyrostek -ic, -yc (z prasłowiańskiego *-itj) najczęściej jest przyrostkiem patronimicznym (pan → panicz ‘syn pana’; zobacz nazwisko patronimiczne). Na rodzinną relację między Swarogiem a Swarożycem wskazują także przekazy o tych bogach.

## Źródło
Jedynym źródłem, które wymienia Swaroga, jest słowiańskie tłumaczenie Kroniki (Chronografia) Jana Malalasa, które zostało umieszczone w Powieści dorocznej pod rokiem 1114. W tym tłumaczeniu, w glosach, grecki bóg ognia i kowalstwa Hefajstos został przetłumaczony jako Swaróg, a jego syn, bóg słońca Helios, jako Dadźbóg (glosy zapisane są kursywą):

I gdy było po potopie i po rozdzieleniu języków, począł panować najpierw Mestrom z rodu Chamowego, a po nim Hermes (oryg. Jeremija), po nim Hefajstos (oryg. Feosta), którego także Swarogiem nazywali Egipcjanie. Za panowania tego Feosta w Egipcie spadły kleszcze z niebios i poczęli [Egipcjanie] kuć oręż, pierwej bowiem palicami i kamieniami bili się. Ów zaś Feost zakon ustanowił, aby niewiasty za jednego mężczyznę wychodziły i żyły wstrzemięźliwie, a która cudzołoży – karać rozkazał. Dlatego przezwano go bowiem Bogiem-Swarogiem. Przedtem bowiem niewiasty wszeteczniły, z kim chciały, jak zwierzęta. Jeśli urodziła dziecko, to oddawała je temu, który był jej luby, mówiąc: „To twoje dziecię”. On zaś urządzał święto i brał je. Feost zaś taki zakon odrzucił i ustanowił jednemu mężowi jedną żonę mieć, i żonie za jednego męża wychodzić; jeśli zaś kto [to] naruszy, niech wrzucą go do pieca ognistego. Dlatego przezwali go Swarogiem i błogosławili Egipcjanie. I potem panował syn jego, imieniem Helios (oryg. Słońce), którego nazywają Dadźbogiem – siedem tysięcy i czterysta, i siedemdziesiąt dni, czyli było lat dwadzieścia z połową. Nie znali bowiem Egipcjanie innego liczenia; owi po księżycu liczyli, a drugie [systemy] poznali, gdy poczęli ludzie dań dawać carom. Car Słońce, syn Swarogowy, to jest Dadźbog, był mężem silnym; usłyszawszy od kogoś o pewnej Egipcjance, bogatej i znakomitej, i o pewnym człowieku, chcącym wszetecznić z nią, szukał jej, by ją poznać, a nie dać naruszać zakon ojca swojego, Swaroga. Wziął ze sobą mężów kilku swoich i znając godzinę, o której cudzołoży, nocą naszedł na nią pod nieobecność męża jej, a ją znalazł leżącą z innym, którego chciała. Pojmał tedy ją i męczył, i posłał wodzić ją po krainie na pohańbienie, a tamtego cudzołożnika ściął. I było czyste życie we wszystkiej ziemi egipskiej, i chwalić go poczęto.

Źródło to jest problematyczne z kilku powodów. Pierwszym problemem jest miejsce i czas włączenia glos o Swarogu i Dadźbogu do słowiańskiego tłumaczenia Kroniki. Część badaczy uważa, że glosy te pochodzą od X-wiecznego bułgarskiego tłumacza Kroniki (pierwszy przekład na język słowiański w ogóle), a część badaczy zakłada, że glosy zostały dodane przez ruskiego kopistę. Aleksander Brückner poparł tę tezę, dodając, że teksty bułgarskie unikały wspominania o pogaństwie słowiańskim czy tureckim w Bułgarii. Vatroslav Jagić sugerował, że glosy powstały w Nowogrodzie, ponieważ przekład Kroniki zawiera także odniesienia do pogaństwa litewskiego, czego nie mógł zrobić tłumacz z Bułgarii. Wadą tej teorii jest to, że glosy musiały powstać przed 1118 r. (prawdopodobnie wtedy pierwszy raz trafiły do kompilacji Powieści), a w XI w. pisarze ruscy nie interesowali się pogaństwem litewskim z powodu słabo rozwiniętych kontaktów z Litwą. Z tego powodu Wiljo Mansikka zaproponował, że interpolacja bałtyjska oraz glosy trafiły do tłumaczenia w 1262 r. na Litwie lub zachodniej Rusi. Jednak takie wytłumaczenie budzi pewne zastrzeżenia: o Swarogu nie wspominają żadne inne źródła ruskie (w przeciwieństwie do Dadźboga), pomija go także Nikon w swojej liście bóstw czczonych przez Włodzimierza Wielkiego. Według Henryka Łowmiańskiego, który utożsamiał Swarożyca z Dadźbogiem, argumentem za bułgarskim pochodzeniem glos jest fakt, że w tych glosach Dadźbog nazywany jest „synem Swarogowym” – w języku bułgarskim przyrostek patronimiczny -yc, -ic uległ zapomnieniu, przez co Dadźbóg nie mógł zostać nazwany po prostu Swarożycem. Jeżeli uznać bułgarskie pochodzenie glos, należy także uznać Swaroga za boga południowosłowiańskiego, a nie wschodniosłowiańskiego pod względem źródeł historycznych.
Drugim problemem jest to, że nie wiadomo, które informacje zawarte w glosach dotyczą mitologii słowiańskiej, a które greckiej. Z glos wynika, że Swaróg jest: (1) odpowiednikiem słowiańskim Hefajstosa – greckiego boga ognia i kowalstwa, (2) ojcem Dadźboga, (3) twórcą monogamii. Według Andrzeja Szyjewskiego mit o cudzołożnej żonie pasuje do Hefajstosa (pogańscy Słowianie byli poligamiczni), natomiast mit o bogu kowalu będącym ojcem Słońca nie występuje nigdzie w mitologii greckiej. Łowmiański uważał, że Hefajstos nie został przetłumaczony na Swaroga ze względu na swój związek z ogniem i kowalstwem, lecz właśnie z powodu bycia ojcem Słońca. Brückner oraz Dimitri Obolensky interpretowali ten przekaz jako zniekształcony mit o boskim kowalu, który wykuł tarczę słoneczną. Na takie pokrewieństwo może wskazywać bałtyjska paralela, gdzie Telawel wykuwa słońce i rzuca je na niebo.

## Interpretacje

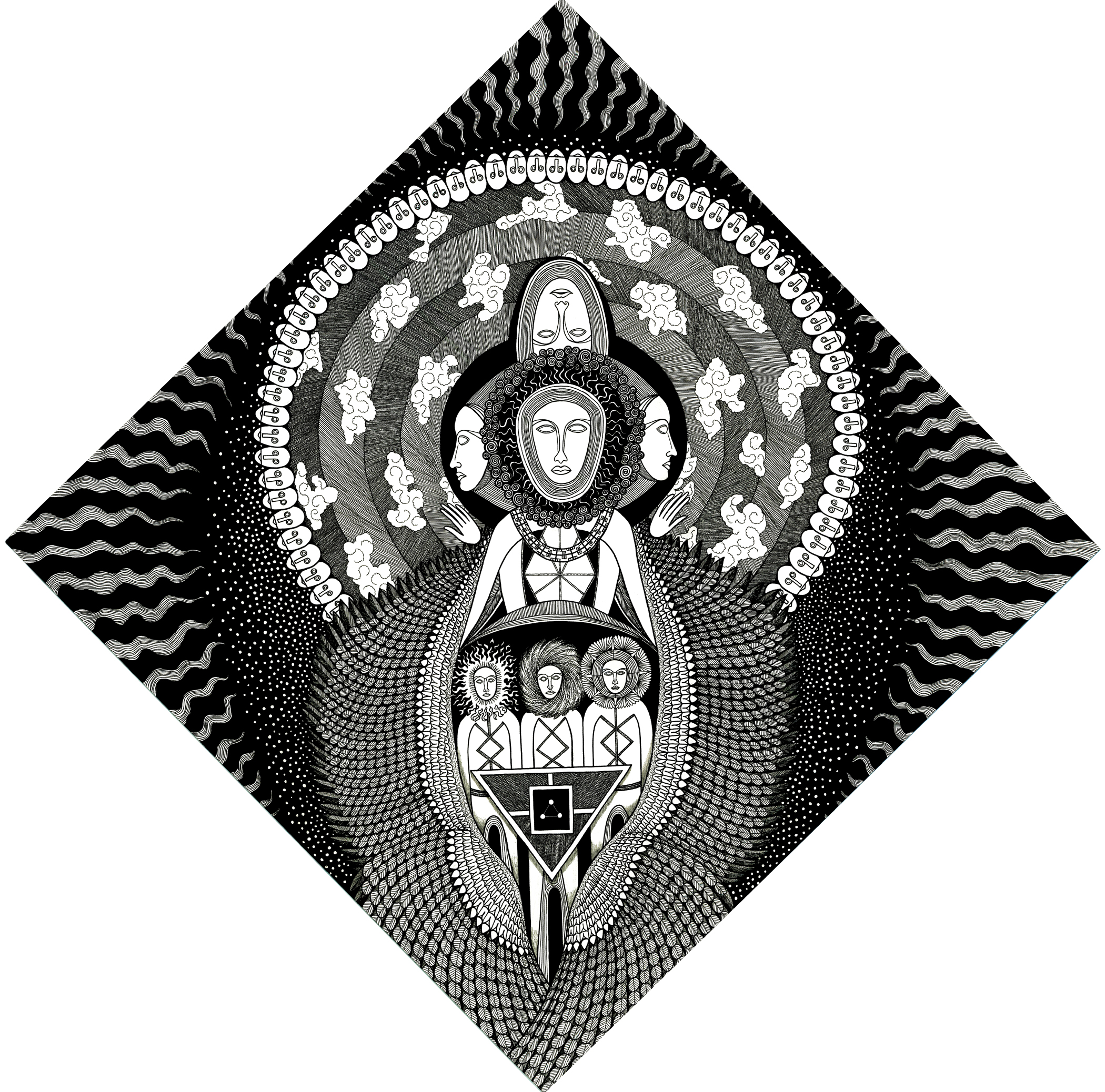
Swaróg, Marek Hapon, 2013

Ponieważ nie wiadomo, w jakim zakresie można korzystać z fragmentu tłumaczenia Kroniki oraz z powodu istnienia tylko pojedynczego źródła mówiącego o Swarogu, a także w związku z niepewnymi poszlakami w folklorze, interpretacja miejsca i roli tego boga w słowiańskim panteonie jest problematyczna. Niektórzy badacze uważali nawet, że Swaróg został stworzony od postaci Swarożyca i nigdy nie istniał w wierzeniach Słowian.

### Bóg ognia, kowalstwa, słońca
Czescy historycy Martin Pitro oraz Petr Vokáč uważają, że Swaróg jest bogiem, który po stworzeniu świata zszedł na dalszy plan, ale jednocześnie jest niebiańskim kowalem oraz bogiem słońca.
Możliwe, że Swaróg jest echem mitologemu Europy północnej: bóg-kowal w mitologiach nordyckiej i bałtyjskiej wykuwa broń dla Gromowładnego, a w mitologii fińskiej bóg-kowal Ilmarinen jest twórcą Słońca, nieba oraz wielu cudownych przedmiotów. Bóg-kowal walczy także z mocami chaosu w obronie swojego dzieła.
Aleksander Gieysztor interpretował Swaroga jako ogień niebiański – słońce, Peruna jako ogień atmosferyczny – piorun, a Swarożyca-Dadźboga jako ogień ziemski.
Jiří Dynda odrzuca rozumienie Swaroga jako suwerennego bóstwa nieba lub bóstwa typu deus otiousus i wskazuje, że w źródłach Swaróg, a raczej jego prefiguracja, nie nosi cech takiego bóstwa, z wyjątkiem ojcostwa bóstwa solarnego, które uważa za cechę drugorzędną. Porównuje go natomiast do postaci maga i bohatera Wołcha Wsiesławiewicza z rosyjskich bylin, jak również do starodawnych kowali, którzy w rosyjskim folklorze wyrabiają broń dla bohaterów, a przy tym zgrzewają włosy kobiet i mężczyzn – symbolicznie łącząc ich w małżeństwo, do których należy na przykład niewidomy ojciec bohatera Światogora.
Możliwe, że Swaróg związany jest w jakiś sposób z ptakiem rarogiem oraz ptakiem mitologicznym o tej samej nazwie, być może na zasadzie tabu, na które wskazał Roman Jakobson. W wedyzmie Indra czasami nazywany jest Indra Wrytrahan, czyli Indrą zwycięzcą Wrytry. W wersji irańskiej tego motywu Weretragna, podczas pojedynku z Wrytą, zamienia się w sokoła Warhagan. Czeski Raroh, Rarach to szczodra, ale i mściwa istota demoniczna, związana z ogniskiem, przybierająca postać ptaka lub smoka, o ciele i włosach płomienistych, która wylatuje przez komin jako kłąb ognia lub wicher. Wskazuje na bałtosłowiański motyw: nazwy raróg, rarok w języku polskim, jarog w czeskim, oraz raragas lub vanagas w litewskim odnoszą się do ptaka o jarzących się oczach.

### Bóg nieba
Na podstawie etymologii słonecznej i niebiańskiej Swaróg jest często interpretowany jako niebiańskie bóstwo stwórcze, którego rola w mitologii kultu została przeoczona. Swaróg byłby spadkobiercą hipotetycznego praindoeuropejskiego boga, którego imię zrekonstruowane zostało jako *Dyḗus. W tym przypadku odpowiadałby on takim bóstwom jak wedyjski Djaus czy bałtyjski Dievs, ale także greckiemu Zeusowi czy rzymskiemu Jowiszowi – te dwa ostatnie bóstwa przyjęły jednak cechy gromowładnego i zajmowały ważne miejsce w swoich panteonach.
Michal Téra interpretuje Swaroga jako odpowiednika wedyjskiego boga nieba Djausa, który według niektórych przekazów jest ojcem boga ognia Agniego-Swarożyca oraz boga słońca Surji-Dadźboga. Łączy go także z mistyczną postacią Światogorem, którego miejsce w bylinach zajmuje Ilja Muromiec, spadkobierca Peruna – według Téry opisany jako zmęczony, którego ciężaru ziemia nie może unieść, a ten ostatni motyw porównuje do mitycznego oddzielenia nieba od ziemi, które jest konieczne do uporządkowania świata u jego początku. Uważa także, że Swaróg może występować w mitach stworzenia świata.
Łowmiański stworzył teorię, jakoby kult praindoeuropejskiego boga *Dyḗusa rozwinął się u Słowian pod dwiema postaciami: Swaroga u Słowian zachodnich oraz Peruna wśród Słowian wschodnich. Następnie kult Swaroga miał zostać przeniesiony w VI w. przez Serbów i Chorwatów ze Słowiańszczyzny zachodniej na Bałkany.